# Compton (månekrater)
Compton er et fremtrædende nedslagskrater på Månen. Det befinder sig på den nordlige halvkugle på Månens bagside og er opkaldt efter de amerikanske fysikere, nobelprismodtageren Arthur H. Compton (1892 – 1962) og Karl T. Compton (1887 – 1954).
Navnet blev officielt tildelt af den Internationale Astronomiske Union (IAU) i 1970. 

## Omgivelser
Comptonkrateret ligger øst for Mare Humboldtianum og sydvest for den bjergomgivne slette Schwarzschild. Sydøst for Compton ligger det stærkt eroderede Swannkrater. 

## Karakteristika
Krateret er i store træk cirkulært med en bred, irregulær ydre rand, hvor bredden varierer betragteligt. Dele af de indre vægge har terrasser, som danner brede hylder ned ad kanten. Inden for væggen er kraterbunden blevet dækket af lavastrømme på et tidspunkt i fortiden. Denne overflade har lavere albedo end omgivelserne og har altså en lidt mørkere farvetone.
I kraterets midte er der en bjergformation, som udgør den centrale top. Denne formation er omgivet af en ring af bakker, som ligger i en halvcirkel i kraterets vestlige halvdel med en radius, der er omkring halvdelen af den indre vægs. Disse bakker danner takkede spidser gennem den lavadækkede overflade og ligger med uregelmæssige mellemrum mellem sig.
I kraterbunden er der desuden en del snævre riller indenfor ringen af bakker. De ligger særligt i den nordvestlige del af bunden. Bortset fra et lille, skålformet krater nær den østlige rand indeholder bunden kun få småkratere.

## Satellitkratere
De kratere, som kaldes satellitter, er små kratere beliggende i eller nær hovedkrateret. Deres dannelse er sædvanligvis sket uafhængigt af dette, men de får samme navn som hovedkrateret med tilføjelse af et stort bogstav. På kort over Månen er det en konvention at identificere dem ved at placere dette bogstav på den side af satellitkraterets midte, som ligger nærmest hovedkrateret. Comptonkrateret har følgende satellitkratere:
| Compton | Længde  | Bredde   | Diameter |
| ------- | ------- | -------- | -------- |
| E       | 55,4° N | 113,4° Ø | 19 km    |
| R       | 52,6° N | 91,5° Ø  | 37 km    |
| W       | 58,6° N | 97,2° Ø  | 16 km    |

## Måneatlas
- Billeder af Comptonkrateret i LPI-måneatlasset